# Giuseppina Vadalà
Giuseppina Vadalà (Messina, 1824 – Santiago del Cile, 7 ottobre 1914) è stata una patriota italiana.

## Biografia
(Candido Augusto Vecchi, La Italia: storia di due anni, 1848-1849, 1856)
Giuseppina Vadalà combatté insieme alla sorella Paolina durante l'assedio di Messina la sera del 5 settembre 1848, nel corso della Rivoluzione siciliana del 1848..
Messinese di nascita, era la figlia del patriota Pietro Vadalà e moglie di Orazio Nicosia, altro combattente che si unì alla rivolta contro i Borbone di Napoli. Giuseppina ebbe tre figli; Totò, Orazio e Bianca. Il figlio maggiore quando crebbe volle trasferirsi a Napoli e qui si prodigò per la causa dell'Unità d'Italia. La figlia femmina invece andò in sposa a Giovanni Bovio, noto filosofo e politico repubblicano.
Il governo italiano le donò una medaglia al valor militare per la sua partecipazione ai combattimenti pro-unitari durante gli anni 1848, 1849 e 1860.
Secondo il racconto storico che descrive la tradizione della festa religiosa messinese del Cristo Lungo a Castroreale, Giuseppina si trovava in quel comune in data 1854, perché lì vi lavorava suo marito Orazio Nicosia. In quel periodo vi era una grave epidemia di colera e Giuseppina si ammalò, arrivando allo stremo delle forze. Fu allora che suo marito si pose sul balcone della loro abitazione e si inginocchiò in preghiera davanti al simulacro che recava l'immagine di Gesù crocifisso; subito dopo quell'avvenimento Giuseppina Vadalà si riprese in salute e per gli abitanti di Castroreale fu un miracolo. Il signor Nicosia donò venti onze per l'allestimento del simulacro e da quel 25 agosto nella cittadina venne consacrata la festa del SS. Crocifisso.
In seguito Giuseppina Vadalà si trasferì in Sud America, nello Stato del Cile. Morì il 7 ottobre del 1914 a Santiago del Cile. Le cronache lamentano un troppo esiguo interesse onorario dimostrato dal municipio di Messina in quell'occasione, il quale si limitò a ricordarne la persona in un bollettino cronologico del mese di novembre. In terra sudamericana invece Giuseppina ebbe grandi onoranze funebri, celebrate dalla comunità italiana residente in Cile e con la presenza di membri politici e diplomatici dei due paesi. Le sue spoglie vennero riposte nel mausoleo cileno della società italiana.